# Campos de Hellín
Los Campos de Hellín forman una comarca albaceteña situada en la frontera con la Región de Murcia. Administrativamente se encuentra mayoritariamente en el partido judicial de Hellín, hallándose Fuente-Álamo en el de Almansa.
Los mismos municipios que forman esta comarca, forman también una mancomunidad con el mismo nombre cuya sede se encuentra en la plaza de España 2 de Hellín.

## Municipios
| Municipio    | Población | Superficie | Densidad |
| ------------ | --------- | ---------- | -------- |
| Hellín       | 30 592    | 781,19     | 39,51    |
| Tobarra      | 7973      | 324,96     | 24,85    |
| Fuente-Álamo | 2591      | 133,39     | 19,88    |
| Ontur        | 2141      | 54,38      | 39,89    |
| Albatana     | 744       | 30,52      | 24,51    |

## Geografía
Se encuentra enclavada entre sierras que constituyen las estribaciones del Sistema Bético, en un valle situado entre la Sierra del Segura albaceteña, los montes que circundan La Mancha oriental (o de Montearagón) y el Altiplano murciano. Limita al norte con la Sierra de Alcaraz y Campo de Montiel, los Llanos de Albacete y el Monte Ibérico-Corredor de Almansa; al este con el Altiplano murciano; al sur con la Vega Alta del Segura y la Comarca del Noroeste murciana; y al oeste con la Sierra del Segura.
Está surcada por el río Mundo, afluente del Segura, y por el mismo río Segura. Del primer río se cuentan los embalses del Talave (en el cual desemboca el trasvase Tajo-Segura) y Embalse del Camarillas, y del segundo el Embalse del Cenajo.

## Economía
Los principales centros de servicios y focos industriales de esta comarca son Hellín, la mayor ciudad de la comarca y segunda ciudad de la provincia tras la capital, y Tobarra.
Los regadíos son de importancia en esta comarca, si bien no tanta como el vecino valle del Segura murciano.
Los Campos de Hellín se encuentran incluidos en su totalidad en la Denominación de Origen Jumilla de vino, junto con Montealegre del Castillo y la propia Jumilla. Además el municipio de Hellín está englobado dentro de la denominación de origen "Arroz de Calasparra" junto a los municipios de Calasparra y Moratalla.

## Historia
Dada su situación geográfica, los Campos de Hellín han sido habitados desde tiempos prehistóricos, algo que atestiguan las pinturas rupestres y en el Tolmo de Minateda.
Hasta la creación en 1833 de la provincia de Albacete, toda la comarca perteneció al Reino de Murcia.

## Cultura
Especialmente destacables son las espectaculares tamboradas de Semana Santa en Hellín (de interés turístico internacional) y Tobarra. Comparten esta costumbre con Mula y Moratalla, al otro lado de la línea fronteriza provincial, en la Región de Murcia.

## Lista de municipios
Componen esta comarca los municipios de Albatana, Fuente-Álamo, Hellín, Ontur y Tobarra.